# Biroina symmetrica
Biroina symmetrica är en tvåvingeart som först beskrevs av Richards 1973.  Biroina symmetrica ingår i släktet Biroina och familjen hoppflugor. Inga underarter finns listade i Catalogue of Life.